# Ravenstone (Buckinghamshire)
Ravenstone est une paroisse civile et un village du Buckinghamshire, en Angleterre.